# Jacques-Auguste de Thou

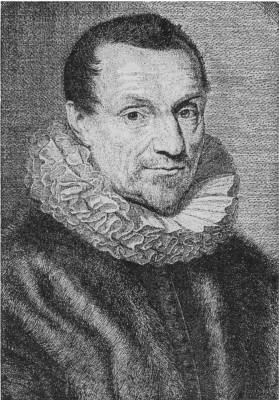
Jacques-Auguste de Thou

Jacques-Auguste de Thou, gelatiniseerde naam: Thuanus (Parijs, 8 oktober 1553 – aldaar, 7 mei 1617) was een Frans geschiedschrijver en politicus.

## Leven
Hij was de zoon van Christophe de Thou (1508-1582), de eerste president van het parlement van Parijs. Hij studeerde vanaf 17-jarige leeftijd rechten in Orléans, Bourges en Valence. In de jaren 1572-1576 maakte hij een reis door Italië in het gezelschap van ambassadeur Paul de Foix. De Thou was voorbestemd voor een carrière in de kerk, maar toen zijn oudste broer stierf, moest hij trouwen om de familie voor uitsterven te behoeden. Hij was een trouwe dienaar van de koning, zowel van Hendrik III als van Hendrik IV. Tot de ambten die hij tijdens zijn politieke carrière bekleedde behoren: conseiller-clerc in het parlement (1578-1579), maître des requêtes (1584-1585), président à mortier (1595) en conseiller d’État (1598). Hij had een belangrijk aandeel in de onderhandelingen met de protestanten die leidden tot het Edict van Nantes (1598). Met de grootste geleerden van zijn tijd onderhield hij nauwe banden, onder meer met Scaliger, Isaac Casaubon en Lipsius.

## Werk
Het hoofdwerk van De Thou vormen de in het Latijn geschreven Historiae sui temporis ('Geschiedenis van zijn tijd'), maar hij maakte ook Latijnse gedichten in allerlei genres zoals vers-parafrases op de Bijbel en andere sacrale poëzie, een christelijke tragedie, een gedicht over de valkerij in hexameters (Hieracosophion, 1582-1584), en ook erotische poëzie. Daarnaast voerde hij een omvangrijke correspondentie met vele geleerden in heel Europa. Ook was hij een zeer actief verzamelaar van boeken en handschriften. Zijn particuliere bibliotheek bevatte aan het eind van zijn leven 9.000 boeken in 6.000 banden.

## DeHistoriae sui temporis
De Historiae bestrijken de jaren 1546-1607 en gaan vooral over de Franse geschiedenis. De Thou gebruikte bij voorkeur zijn eigen papieren, dagboeken en herinneringen als bronnenmateriaal. Daarnaast benutte hij ook geschiedwerken en overheidsbronnen en deed hij bij vrienden navraag over gebeurtenissen. Door het gebruik van zoveel authentiek materiaal zijn de Historiae een belangrijke geschiedkundige bron. Ze zijn ook stilistisch goed geschreven in een Latijn dat in de eerste plaats Tacitus als voorbeeld had, maar ook Sallustius en Livius. Het eerste deel werd gepubliceerd omstreeks de jaarwisseling 1603/1604, het vierde en laatste deel kwam uit in 1608. Het werk bestaat in de toonaangevende uitgave van Thomas Carte en Samuel Buckley (Londen 1733) uit zes folio-delen (en een zevende deel met bronnenmateriaal).
De Thou was in de godsdienstige tegenstellingen die Frankrijk verscheurden voorstander van religieuze tolerantie en tegenstander van geweld. Hij toonde begrip voor de protestanten en zijn geschiedwerk had een anti-Spaanse en antipauselijke tendens. Al snel kwam er daarom kritiek op het boek, vooral van rooms-katholieke zijde, in het bijzonder van de jezuïeten. Op 14 november 1609 zette het Vaticaan het boek zelfs op de index, en de Spaanse inquisitie publiceerde in 1612 een lijst van te corrigeren fouten.

## Verder lezen
- Ingrid A.R. De Smet, Thuanus. The making of Jacques-Auguste de Thou (1553-1617), Genève: Librairie Droz 2006